# Hirtaeschopalaea albolineata
Hirtaeschopalaea albolineata is een keversoort uit de familie van de boktorren (Cerambycidae). De wetenschappelijke naam van de soort werd voor het eerst geldig gepubliceerd in 1925 door Pic. De soort komt voor in India, Vietnam, Borneo en Laos.